# 타울란트 자카
탈란트 라기프 자카(알바니아어: Taulant Ragip Xhaka, 1991년 3월 28일 ~ )는 바젤과 알바니아 축구 국가대표팀에서 활약하고 있는 알바니아의 축구 선수이다. 프리미어리그 팀인 아스널에서 활약하고 있는 그라니트 자카의 형이며, UEFA 유로 2016에서 알바니아 대표팀으로 발탁되었다.

## 수상
바젤
- 스위스 슈퍼리그: 2010–11, 2013–14, 2014–15, 2015–16
- 스위스컵 준우승: 2013–14, 2014–15
- 우흐렌 컵 : 2011, 2013

그라스호퍼
- 스위스컵: 2012–13
- 스위스 슈퍼리그 준우승: 2012–13

바젤 U-18
- U-18 스위스컵: 2007–08[1]